# سرزمین گشن

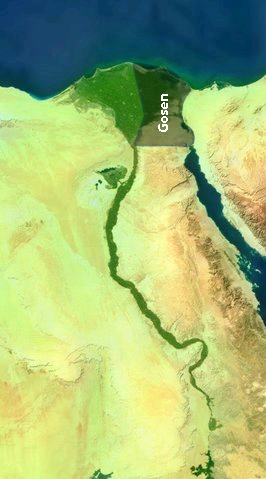

سرزمین گشن (عبری: אֶרֶץ גֹּשֶׁן‎) در کتاب مقدس عبری به عنوان مکانی در مصر که توسط فرعون به بنی‌اسرائیل داده شده است نام‌گذاری شده است. یوسف (سفر پیدایش، پیدایش 45:9–10)، و سرزمینی که بعداً در زمان خروج بنی‌اسرائیل از مصر از آنجا مصر را ترک کردند. گمان می رود که در شرق دلتای نیل، مصر سفلی واقع شده باشد. شاید در یا نزدیک اواریس، مقر قدرت  پادشاهان هیکسوس.